# Méricourt (Pas-de-Calais)
Pour les articles homonymes, voir Méricourt.
Méricourt est une commune française située dans le département du Pas-de-Calais dans la région Hauts-de-France. Ses habitants sont appelés les Méricourtois. La commune est membre de la communauté d'agglomération de Lens-Liévin.
La commune de Méricourt, située dans l'est du département du Pas-de-Calais, à 4 km au sud-est de la commune de Lens, est une commune du bassin minier du Nord-Pas-de-Calais. C’est une commune de type grand centre urbain, appartenant à l’unité urbaine de Douai-Lens, avec une population de 11 651 habitants au dernier recensement de 2022, elle a connu un pic de population en 1975 avec 13 806 habitants.
La Compagnie des mines de Courrières y a ouvert la fosse no 3 - 15, et la Compagnie des mines de Drocourt la fosse no 4 - 5. Celles-ci sont devenues de grands sièges de concentration, et ont fermé dans les années 1980. C'est dans la commune que se trouve le mémorial de la catastrophe minière dite de Courrières qui fit 1 099 morts en mars 1906.
Après la Première Guerre mondiale, la commune est décorée de la croix de guerre 1914-1918.

## Géographie

### Localisation
Localisée dans l'est du département du Pas-de-Calais, Méricourt est une commune du bassin minier du Nord-Pas-de-Calais située, à vol d'oiseau, à 4 km au sud-est de la commune de Lens (chef-lieu d'arrondissement).
Le territoire de la commune est limitrophe de ceux de huit communes.
Les communes limitrophes sont Sallaumines, Acheville, Arleux-en-Gohelle, Avion, Billy-Montigny, Fouquières-lès-Lens, Rouvroy et Vimy.

### Géologie et relief
La superficie de la commune est de 7,53 km2 ; son altitude varie de 31  à   63 m.

### Hydrographie

#### Réseau hydrographique
La commune est située dans le bassin Artois-Picardie. Elle est drainée par le Billy-Montigny,.

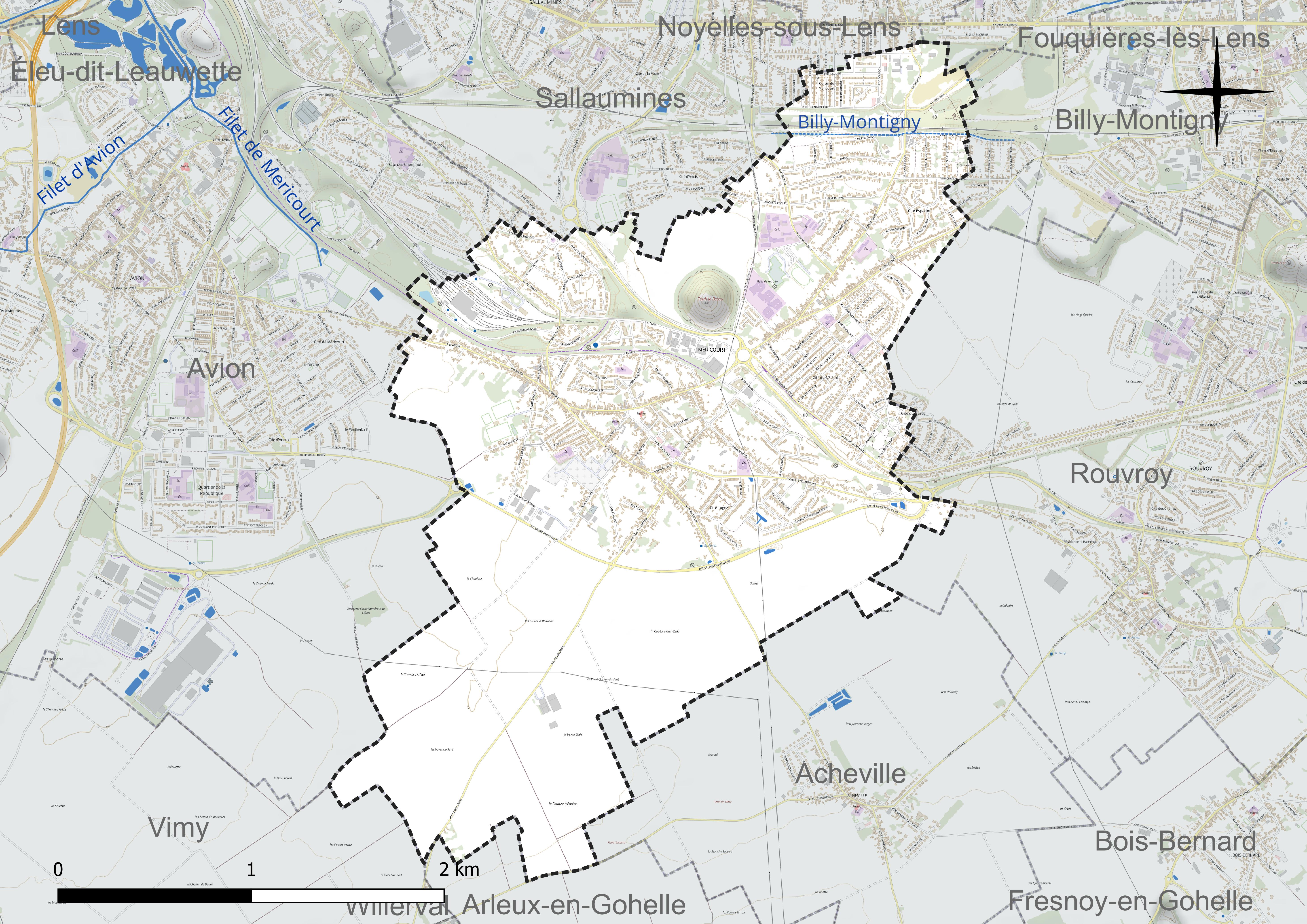
Réseau hydrographique de Méricourt.

#### Gestion et qualité des eaux
Le territoire communal est couvert par le schéma d'aménagement et de gestion des eaux (SAGE) « Marque Deûle ». Ce document de planification concerne un territoire de 1 120 km2 de superficie, délimité par les bassins versants de la Marque et de la Deûle, formant une vaste cuvette sédimentaire de 40 km de long et de 25 km de large, où la pente est très faible. Le périmètre a été arrêté le 2 décembre 2005 et le SAGE proprement dit a été approuvé le 9 mars 2020. La structure porteuse de l'élaboration et de la mise en œuvre est la Métropole européenne de Lille.
La qualité des cours d'eau peut être consultée sur un site dédié géré par les agences de l'eau et l'Agence française pour la biodiversité.

### Climat
Pour des articles plus généraux, voir Climat des Hauts-de-France et Climat du Pas-de-Calais.
En 2010, le climat de la commune est de type climat océanique dégradé des plaines du Centre et du Nord, selon une étude du CNRS s'appuyant sur une série de données couvrant la période 1971-2000. En 2020, Météo-France publie une typologie des climats de la France métropolitaine dans laquelle la commune est exposée à un climat océanique et est dans la région climatique Nord-est du bassin Parisien, caractérisée par un ensoleillement médiocre, une pluviométrie moyenne régulièrement répartie au cours de l'année et un hiver froid (3 °C).
Pour la période 1971-2000, la température annuelle moyenne est de 10,4 °C, avec une amplitude thermique annuelle de 14,3 °C. Le cumul annuel moyen de précipitations est de 728 mm, avec 12,3 jours de précipitations en janvier et 9 jours en juillet. Pour la période 1991-2020, la température moyenne annuelle observée sur la station météorologique la plus proche, située sur la commune de Douai à 16 km à vol d'oiseau, est de 11,0 °C et le cumul annuel moyen de précipitations est de 729,2 mm,. Pour l'avenir, les paramètres climatiques de la commune estimés pour 2050 selon différents scénarios d'émission de gaz à effet de serre sont consultables sur un site dédié publié par Météo-France en novembre 2022.

### Milieux naturels et biodiversité
L'Inventaire national du patrimoine naturel (INPN) recense plusieurs espèces faunistiques et floristiques sur le territoire de la commune dont certaines sont protégées et d'autres menacées et quasi-menacées.

## Urbanisme

### Typologie
Au 1er janvier 2024, Méricourt est catégorisée grand centre urbain, selon la nouvelle grille communale de densité à sept niveaux définie par l'Insee en 2022.
Elle appartient à l'unité urbaine de Douai-Lens, une agglomération inter-départementale regroupant 67  communes, dont elle est une commune de la banlieue,,. Par ailleurs la commune fait partie de l'aire d'attraction de Lens - Liévin, dont elle est une commune du pôle principal,. Cette aire, qui regroupe 50 communes, est catégorisée dans les aires de 200 000 à moins de 700 000 habitants,.

### Occupation des sols
L'occupation des sols de la commune, telle qu'elle ressort de la base de données européenne d'occupation biophysique des sols Corine Land Cover (CLC), est marquée par l'importance des territoires artificialisés (56,1 % en 2018), en augmentation par rapport à 1990 (53 %). La répartition détaillée en 2018 est la suivante : 
zones urbanisées (51,1 %), terres arables (43,9 %), zones industrielles ou commerciales et réseaux de communication (4,7 %), espaces verts artificialisés, non agricoles (0,4 %). L'évolution de l'occupation des sols de la commune et de ses infrastructures peut être observée sur les différentes représentations cartographiques du territoire : la carte de Cassini (XVIIIe siècle), la carte d'état-major (1820-1866) et les cartes ou photos aériennes de l'IGN pour la période actuelle (1950 à aujourd'hui).

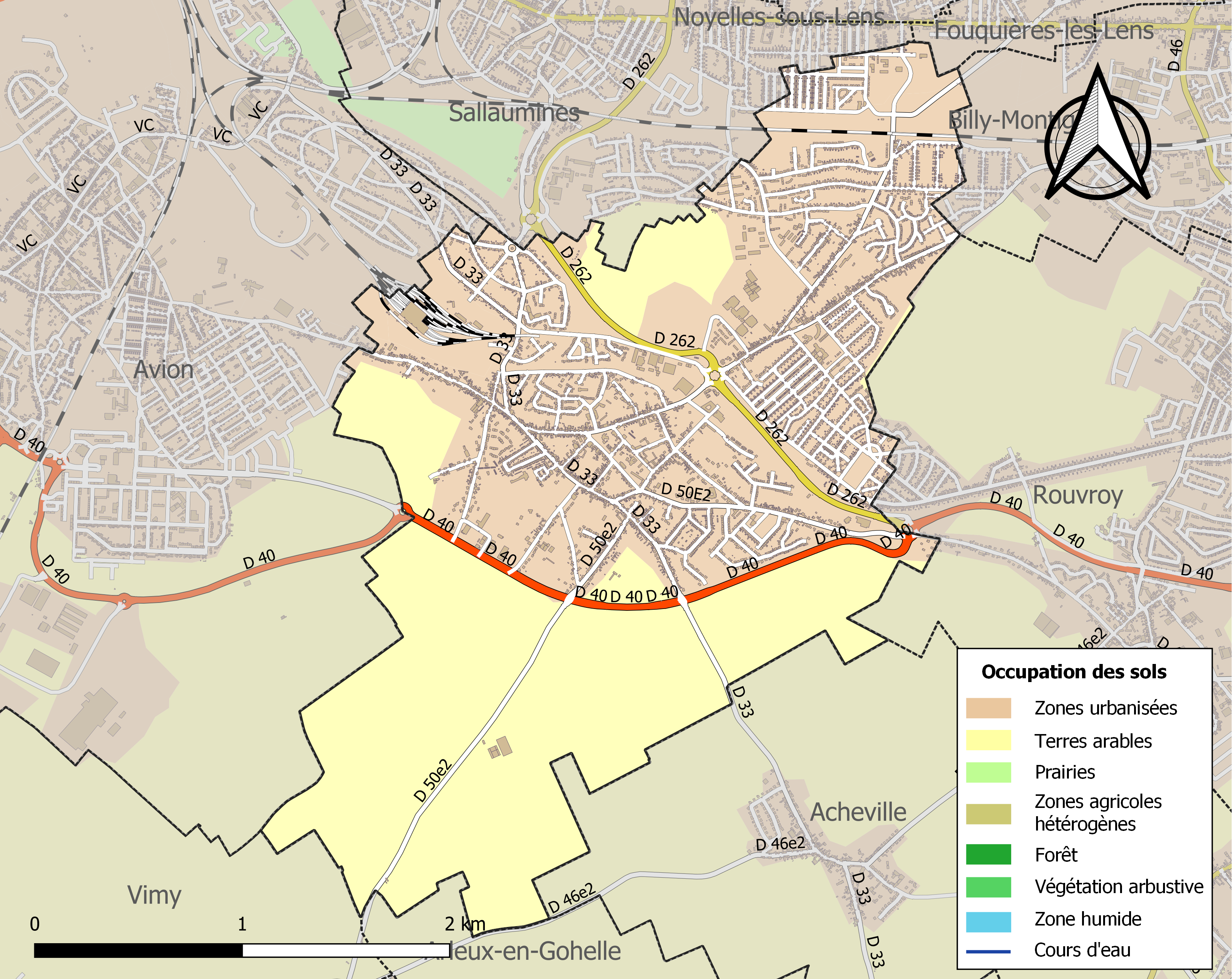
Carte des infrastructures et de l'occupation des sols de la commune en 2018 (CLC).

### Logement
En 2021, le nombre total de logements dans la commune était de 5 154, alors qu'il était de 5 015 en 2015 et de 4 877 en 2010
, soit une progression du nombre total de logements de 5,7 % depuis 2010.
Parmi ces 5 154 logements, 94,4 % étaient des résidences principales, (soit 4 867 logements), 0,3 % des résidences secondaires et 5,2 % des logements vacants. Ces logements étaient pour 82,2 % d'entre eux des maisons individuelles et pour 15,8 % des appartements.
Sur les 4 867 résidences principales, 45,3 % sont occupées par des propriétaires,  52,5 % par des locataires et 2,2 % par des personnes logées gratuitement.
Le tableau ci-dessous présente la typologie des logements à Méricourt en 2021 en comparaison avec celle du Pas-de-Calais et de la France entière. Une caractéristique marquante du parc de logements est ainsi la faible proportion des résidences secondaires et logements occasionnels (0,3 %) par rapport au département (6,5 %) et à la France entière (9,7 %) ainsi que d'une proportion de logements vacants (5,2 %) inférieure à celle du département (7,3 %) et de la France entière (8,1 %).
| Typologie                                               | Méricourt | Pas-de-Calais | France entière |
| ------------------------------------------------------- | --------- | ------------- | -------------- |
| Résidences principales (en %)                           | 94,4      | 86,1          | 82,2           |
| Résidences secondaires et logements occasionnels (en %) | 0,3       | 6,5           | 9,7            |
| Logements vacants (en %)                                | 5,2       | 7,3           | 8,1            |

### Lieux-dits, hameaux et écarts
Classée prioritaire, la cité du Maroc est le plus grand quartier de la ville. On y trouve deux écoles, une place qui accueillait auparavant la fête foraine, un city-stade et le parc de la Croisette.

### Voies de communication et transports
La gare de Coron-de-Méricourt est desservie par des trains TER Hauts-de-France qui effectuent des missions, entre les gares de Lens et de Lille-Flandres, ou de Valenciennes, ou de Dourges.

## Toponymie
Le nom de la localité est attesté sous les formes Menricurt en 1115, Merlicurt en 1119, Menricort en 1154, Merricourt, en 1302, Mainricourt en 1328, Menricourt en 1387, Meuricourt en 1449, Méricourt-en-Gohelle au XVIIIe siècle, Méricourt en 1793, Mericourt et Méricourt depuis 1801.
Au cours du XXe siècle, d'une manière non officielle, la commune a parfois été appelée Méricourt-sous-Lens, sans doute pour éviter la confusion avec les quatre autres communes se nommant Méricourt.
Le nom de « Méricourt » viendrait d'un nom d'origine germanique, Médéric, et du suffixe -court, dérivé du latin curtis, domaine.

## Histoire
Avant la Révolution française, Méricourt est le siège d'au moins deux seigneuries : en 1585, un Antoine de Loueuse est dit seigneur de Cronevelt et de Méricourt en partie. Antoine de Loueuse, écuyer, seigneur de Cronevelt et de Méricourt en partie, est autorisé le 19 février 1585, à faire enregistrer  les lettres de chevalerie données à Vienne le 12 avril 1577, par l'empereur Maximilien II à son frère Jacques de Loueuse, seigneur dudit lieu. Le 8 mars 1585, Antoine de Loueuse est autorisé à faire enregistrer les lettres de chevalerie données le 24 février 1536, par l'empereur Charles V (Charles Quint), à Jean de Baiart, seigneur de Gautaul, père de Claire de Baiart, sa femme.
La ville est desservie depuis 1860 par la ligne de chemin de fer de Lens à Ostricourt, qui a favorisé son développement minier.

### Première Guerre mondiale
La ville  est considérée comme détruite à la fin de la Première Guerre mondiale et est décorée de la croix de guerre 1914-1918, le 23 septembre 1920, distinction également attribuée à 276 autres communes du Pas-de-Calais,.

La ville détruite pendant la Première Guerre mondiale
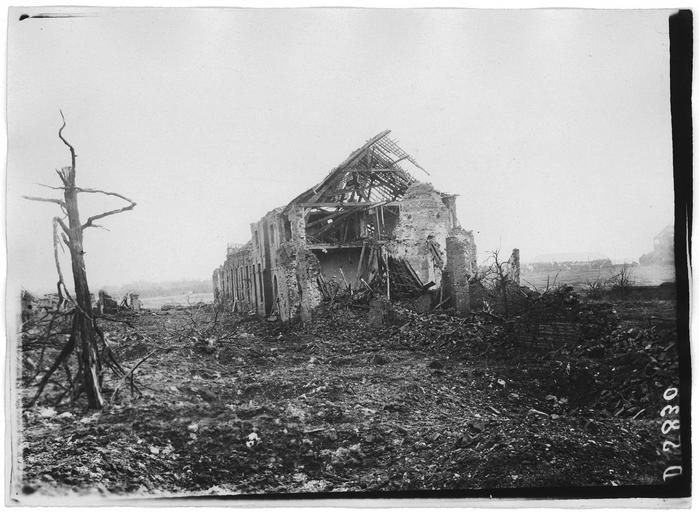
L'école des garçons.
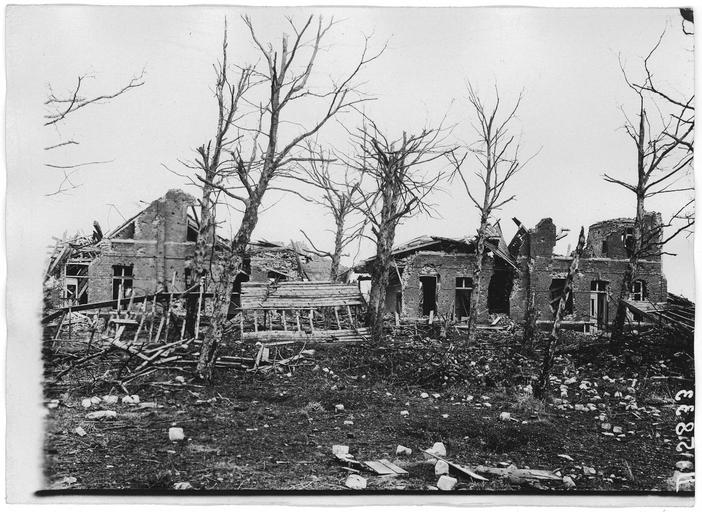
L'école des filles.
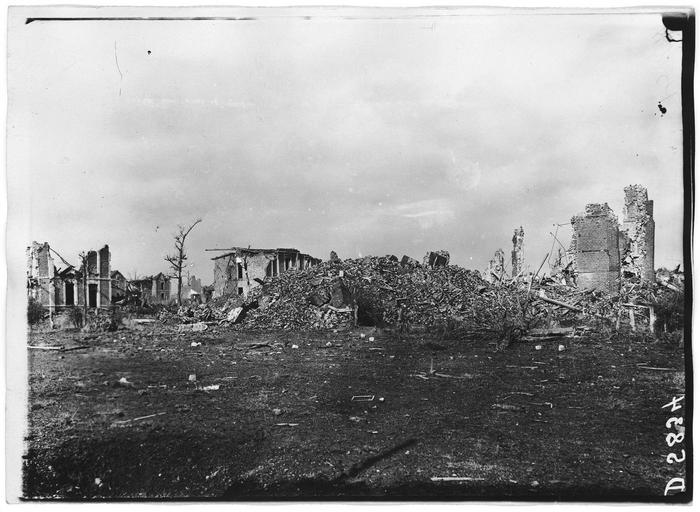
L'église
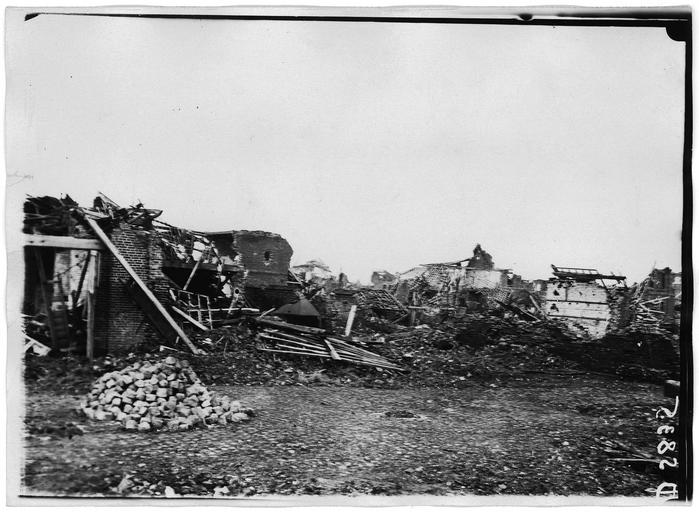
Les corons, vus du carreau.
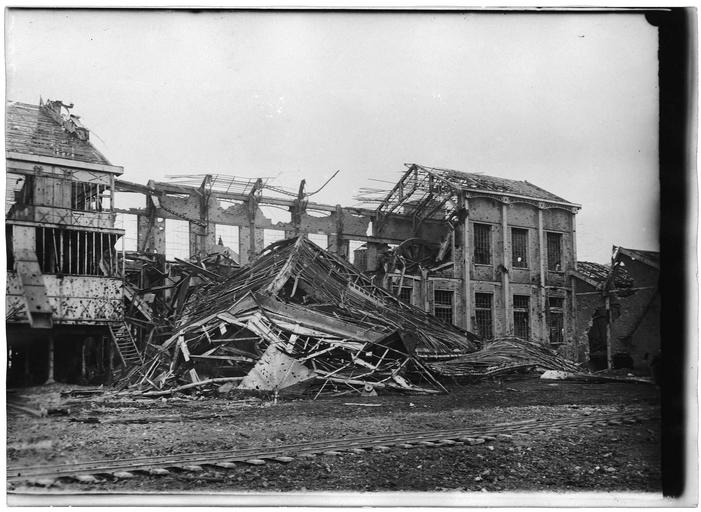
Chevalement no 15 et bâtiment d'exploitation.

### Exploitation minière

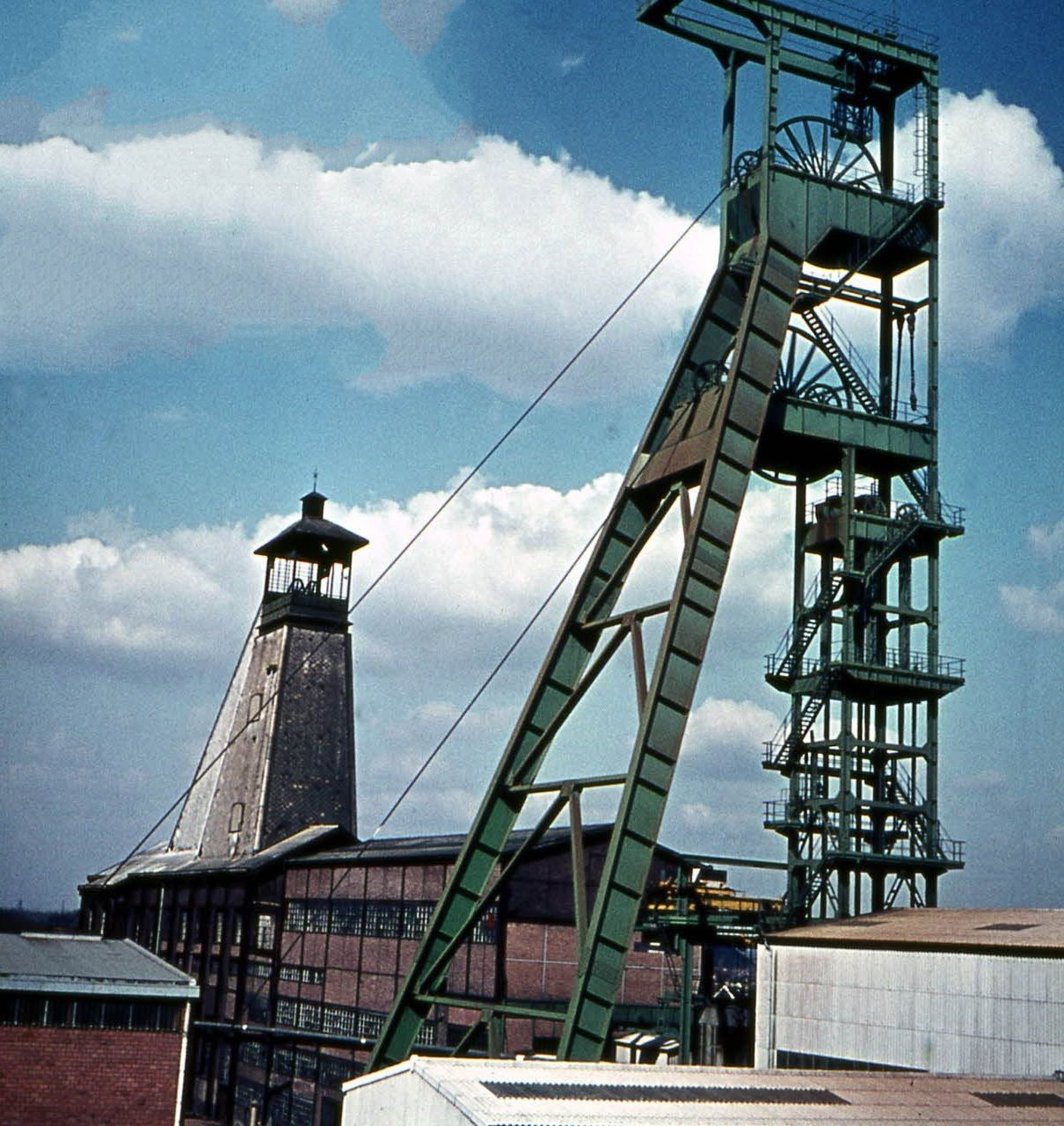
Fosse no 3 en 1982

La Fosse 3 des Mines de Courrières est ouverte à partir d'août 1858, sur le faisceau des veines du puits no 2 et à l'ouest. La fosse est mise en exploitation en 1860. Le terrain houiller est atteint à 149,55 mètres. Le diamètre est de quatre mètres, le cuvelage possède vingt côtés (ou pans). Le maximum d'eau fourni par le niveau a été de cent hectolitres par minute. La houille contient 34 à 40 % de matières volatiles.

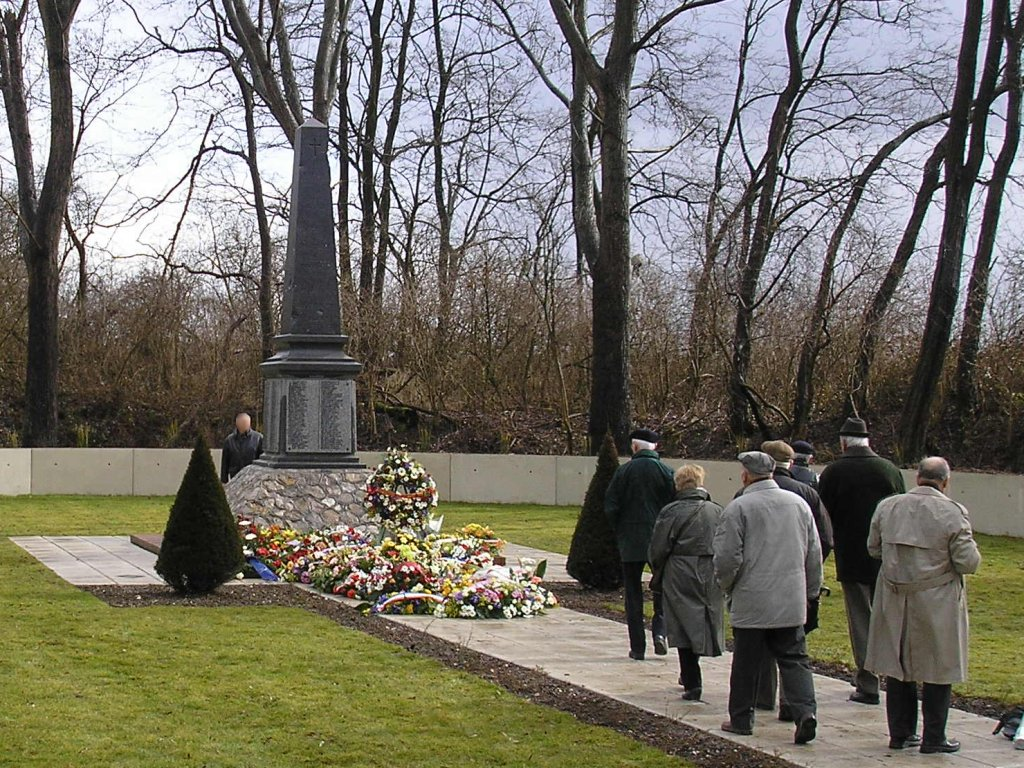
La nécropole (le Silo) de Méricourt.

Le puits no 15 est commencé en 1905. Alors que se déroule la catastrophe minière dite catastrophe de Courrières qui fit 1 099 morts le 10 mars 1906 sur les territoires de Billy-Montigny, Méricourt, Noyelles-sous-Lens et Sallaumines, le puits n'est pas encore assez profond pour desservir les chantiers. Dès sa mise en service, le puits no 15 est entrée d'air, le puits no 3 assure le retour d'air.

### Années 1920
Après la catastrophe de Courrières de 1907, les communes voisines commencent à recruter des mineurs à l'étranger. Au début de l'année 1913, des familles polonaises s'installent à Méricourt, dans les vieilles cités appelées "Méricourt-Coron", selon le témoignage d'un mineur polonais de l'époque.
Tout comme le reste du bassin minier, Méricourt a accueilli une part importante de l'immigration polonaise en France dans les années 1920.

### Seconde Guerre mondiale
La ville est occupée par l'Allemagne nazie pendant la Seconde Guerre mondiale, quand elle est placée sous administration militaire allemande.
C'est dans la commune proche de Montigny-en-Gohelle, dans le Pas-de-Calais, à la fosse 7 de la Compagnie des mines de Dourges, que la grève patriotique des cent mille mineurs du Nord-Pas-de-Calais en mai-juin 1941  a démarré, avec Émilienne Mopty et Michel Brulé (1912-1942), privant les Allemands de 93 000 tonnes de charbon pendant près de 2 semaines. C'est l'un des premiers actes de résistance collective à l'occupation nazie en France et le plus important en nombre, qui se solda par 414 arrestations en 3 vagues, la déportation de 270 personnes, 130 mineurs étant par ailleurs fusillés à la Citadelle d'Arras. Après-guerre, la commune est aussi au centre de trois événements nationaux, la bataille du charbon (1945-1947), suivie des grève des mineurs de 1947 et celles de 1948.
En 1945, Méricourt accueille un camp de prisonniers allemands, qui seront progressivement réquisitionnés pour travailler dans les mines, et/ou dans les fermes : le 27 avril 1945, c'est le cas pour neuf cents prisonniers du camp.

### Années 1950
La fosse est modernisée en 1953. L'année suivante, la fosse no 4/11 est concentrée dessus. En 1963, des ingénieurs évoquent la possibilité de creuser un troisième puits sur le site, équipé d'une tour d'extraction semblable à Barrois no 1 et 2, au 10 d'Oignies ou au 19 de Lens, mais l'idée est abandonnée. En 1965, la fosse no 6/14 est concentrée, quatre ans plus tard, c'est au tour de la fosse no 5/12. En 1971, le chevalement et la recette du puits no 15 sont détruits, et remplacés par une nouvelle recette, et le chevalement du puits no 6 bis de Liévin.

### Années 1980
La concentration fonctionne jusqu'en 1983, date à laquelle l'extraction est reprise par la fosse no 4 - 5 de Drocourt. Le puits no 15 est remblayé en 1983, il est profond de 840 mètres. Le puits no 3 assure le service pendant deux ans, puis il est remblayé en 1985. Il est lui profond de 757 mètres.
Les deux chevalements sont détruits en 1988. Subsistent sur le site cinq bâtiments en 2011, les bains douches, les bureaux, le magasin, le poste électrique et les garages.

## Politique et administration

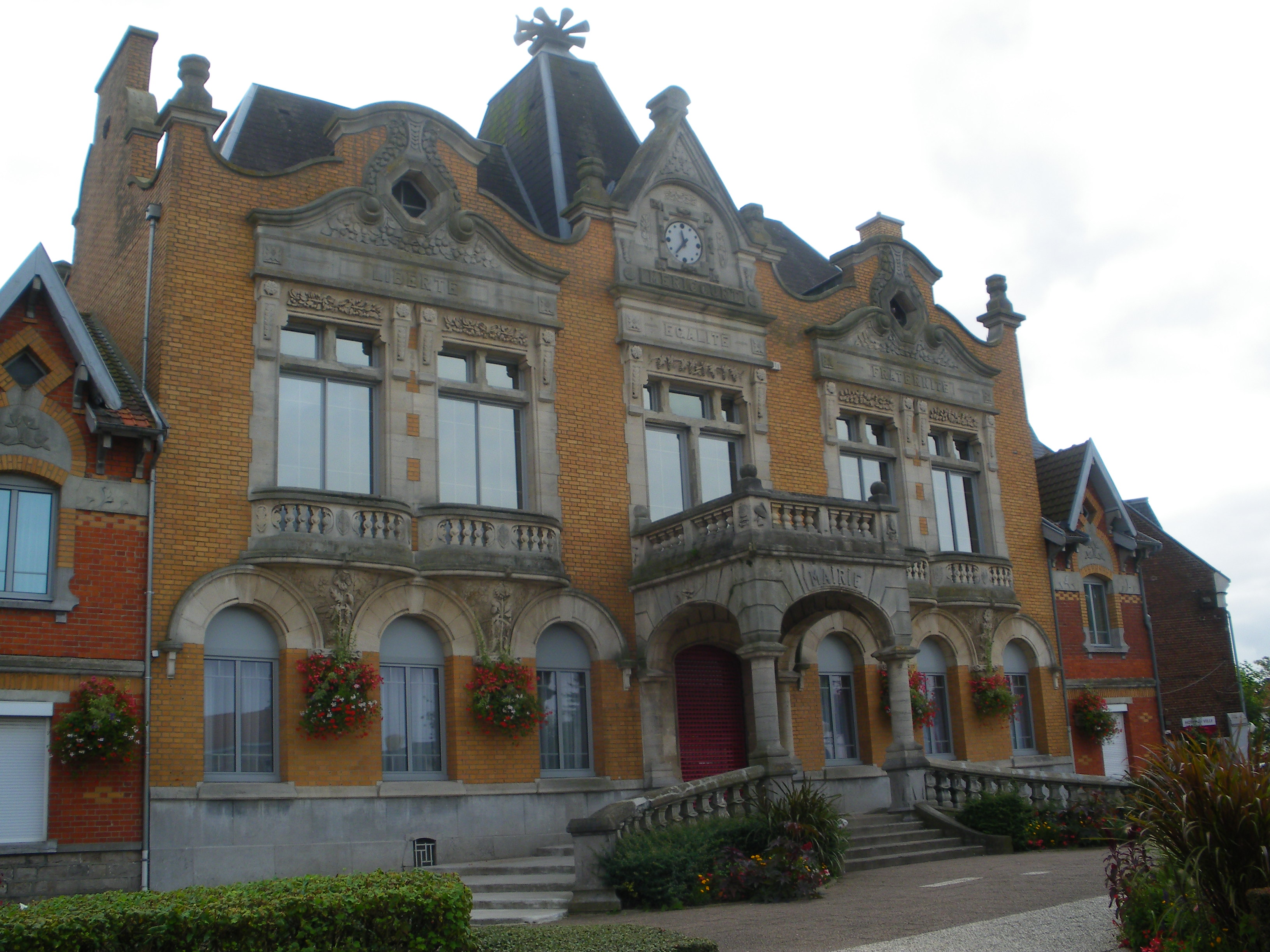
La mairie.

### Découpage territorial
La commune se trouvait, depuis 1801, dans l'arrondissement d'Arras du département du Pas-de-Calais. Le 1er janvier 2007, elle est rattachée à l'arrondissement de Lens,.

#### Commune et intercommunalités
Méricourt est membre de la communauté d'agglomération de Lens-Liévin, un établissement public de coopération intercommunale (EPCI) à fiscalité propre créé en 2000 et auquel la commune a transféré un certain nombre de ses compétences, dans les conditions déterminées par le code général des collectivités territoriales. Cette intercommunalité a adopté en 2004 la dénomination de communication de Communaupole, mais son nom officiel demeure communauté d'agglomération de Lens-Liévin. Cette communauté d'agglomération regroupe 36 communes et compte 242 587 habitants en 2021.

#### Circonscriptions administratives
La commune faisait partie de  1793 à 1973  du canton de Vimy, année où elle intègre le canton d'Avion. En 1984, une partie de la commune est rattachée au canton de Rouvroy, le surplus restant dans celui d'Avion. Dans le cadre du redécoupage cantonal de 2014 en France, cette circonscription administrative territoriale a disparu, et le canton n'est plus qu'une circonscription électorale.
Pour les élections départementales, la commune fait partie depuis 2014 d'un nouveau canton d'Avion.

#### Circonscriptions électorales
Pour l'élection des députés, la commune fait partie à la fois de la troisième et de la onzieme circonscription du Pas-de-Calais, correspondant à la division des anciens cantons d'Avion et de Rouvroy.

### Élections municipales et communautaires
La commune a la particularité d'être sans discontinuer une municipalité communiste depuis 1919.
Lors du premier tour des élections municipales de 2014 dans le Pas-de-Calais, la liste FG-PS menée par le maire sortant Bernard Baude obtient la majorité absolue des suffrages exprimés, avec 2 656 voix (51,25 %, 26 conseillers municipaux élus dont 3 communautaires); devançant largement les listes menées respectivement par :

- Jean-François Delcroix (FN, 1 745 voix, 33,67 %, 5 conseillers municipaux élus dont 1 communautaire) ;

- Daniel Sauty (UDI, 781 voix, 15,07 %,	2 conseillers municipaux élus).

Lors de ce scrutin, 40,76 % des électeurs se sont abstenus.
Lors du premier tour des élections municipales de 2020 dans le Pas-de-Calais, la liste PCF menée par le maire sortant Bernard Baude remporte la majorité absolue des suffrages exprimés, avec 2 376 voix (68,51 %, 29 conseillers municipaux, dont 4 communautaires), devançant très largement celles menées respectivement par : 

- Laurent Dassonville (RN, 897 voix, 25,86 %, 4 conseillers municipaux élus) ;

-  Daniel Sauty (LR), 195 voix, 5,65 %, pas d'élus).

Lors de ce scrutin, marqué par la pandémie de Covid-19 en France, 59,19 % des électeurs se sont abstenus

#### Liste des maires
| Période                                  | Période                      | Identité                   | Étiquette         | Qualité |
| ---------------------------------------- | ---------------------------- | -------------------------- | ----------------- | --- |
| Les données manquantes sont à compléter. |                              |                            |                   | |
| 1884                                     | 1890                         | Paul Le Gentil (1846-1907) | Républicain       | Cultivateur, propriétaire Officier du Mérite agricole |
| Les données manquantes sont à compléter. |                              |                            |                   | |
| 1904                                     | 1907                         | Paul Le Gentil (1846-1907) | Républicain       | Cultivateur, propriétaire Conseiller d'arrondissement (1895 → 1907) Président du conseil d'arrondissement d'Arras Officier du Mérite agricole Décédé en fonction |
| 1907                                     | 1909                         | Augustin Legrand           |                   | |
| Les données manquantes sont à compléter. |                              |                            |                   | |
| juillet 1912                             |                              | Jules Lefin                |                   | Décédé en fonction |
| Les données manquantes sont à compléter. |                              |                            |                   | |
| 1919                                     | 1924                         | Michel Richard             | SFIO puis PC-SFIC | Ouvrier mineur |
| 1924                                     | 1935                         | Georges Thernisien         | PC-SFIC           | Marchand de vins |
| 1935                                     | 1939                         | Michel Richard             | PC-SFIC           | Ouvrier mineur |
| Les données manquantes sont à compléter. |                              |                            |                   | |
| 1944                                     | 1945                         | Michel Richard             | PCF               | Ouvrier mineur |
| Les données manquantes sont à compléter. |                              |                            |                   | |
| 1947                                     | 1953                         | Henri Hotte (1901-1983)    | PCF               | Ouvrier mineur |
| 1953                                     | après 1958                   | Henri Bodart               | PCF               | |
| mars 1959                                | février 1970                 | Henri Hotte (1901-1983)    | PCF               | Ouvrier mineur, maire honoraire Démissionnaire |
| février 1970                             | avril 2002                   | Léandre Létoquart,         | PCF               | Ouvrier électricien puis permanent politique, maire honoraire Fils de Léandre Létoquart, député-maire d'Avion Conseiller régional du Nord-Pas-de-Calais (1983 → 1998) Vice-président de la CA de Lens-Liévin Démissionnaire                                         |
| avril 2002                               | En cours (au 6 juillet 2021) | Bernard Baude              | PCF               | Ancien cadre chez les Pionniers de France Conseiller régional du Nord-Pas-de-Calais (2014 → 2015) Conseiller régional des Hauts-de-France (2021 → ) Vice-président de la CA de Lens-Liévin (2020 → ) Réélu pour le mandat 2014-2020, Réélu pour le mandat 2020-2026 |

### Jumelages
La commune est jumelée avec :
| Ville | Ville           | Pays | Pays      | Période     |
| ----- | --------------- | ---- | --------- | ----------- |
|       | Flöha           |      | Allemagne | depuis 1986 |
|       | Roccamandolfi   |      | Italie    | depuis 2006 |
|       | Tarnowskie Góry |      | Pologne   | depuis 1991 |

## Population et société

### Démographie
Les habitants sont appelés les Méricourtois.

#### Évolution démographique
L'évolution du nombre d'habitants est connue à travers les recensements de la population effectués dans la commune depuis 1793. Pour les communes de plus de 10 000 habitants les recensements ont lieu chaque année à la suite d'une enquête par sondage auprès d'un échantillon d'adresses représentant 8 % de leurs logements, contrairement aux autres communes qui ont un recensement réel tous les cinq ans,.

En 2022, la commune comptait 11 651 habitants, en évolution de −0,32 % par rapport à 2016 (Pas-de-Calais : −0,72 %, France hors Mayotte : +2,11 %).
| 1793 | 1800 | 1806 | 1821 | 1831 | 1836 | 1841 | 1846 | 1851 |
| ---- | ---- | ---- | ---- | ---- | ---- | ---- | ---- | ---- |
| 535  | 486  | 587  | 658  | 673  | 648  | 705  | 736  | 667  |

| 1856 | 1861 | 1866  | 1872  | 1876  | 1881  | 1886  | 1891  | 1896  |
| ---- | ---- | ----- | ----- | ----- | ----- | ----- | ----- | ----- |
| 656  | 669  | 1 082 | 1 682 | 2 190 | 2 321 | 2 626 | 2 844 | 3 157 |

| 1901  | 1906  | 1911  | 1921  | 1926  | 1931   | 1936  | 1946  | 1954   |
| ----- | ----- | ----- | ----- | ----- | ------ | ----- | ----- | ------ |
| 3 593 | 3 596 | 3 805 | 1 662 | 8 501 | 10 496 | 7 187 | 8 740 | 10 297 |

| 1962   | 1968   | 1975   | 1982   | 1990   | 1999   | 2006   | 2011   | 2016   |
| ------ | ------ | ------ | ------ | ------ | ------ | ------ | ------ | ------ |
| 13 200 | 13 416 | 13 806 | 13 273 | 12 330 | 11 723 | 11 858 | 11 812 | 11 688 |

| 2021   | 2022   | - | - | - | - | - | - | - |
| ------ | ------ | - | - | - | - | - | - | - |
| 11 431 | 11 651 | - | - | - | - | - | - | - |

#### Pyramide des âges
La population de la commune est relativement jeune.
En 2018, le taux de personnes d'un âge inférieur à 30 ans s'élève à 37,3 %, soit au-dessus de la moyenne départementale (36,7 %). À l'inverse, le taux de personnes d'âge supérieur à 60 ans est de 25,7 % la même année, alors qu'il est de 24,9 % au niveau départemental.
En 2018, la commune comptait 5 425 hommes pour 5 921 femmes, soit un taux de 52,19 % de femmes, légèrement supérieur au taux départemental (51,50 %).
Les pyramides des âges de la commune et du département s'établissent comme suit.
| Hommes | Classe d’âge | Femmes |
| ------ | ------------ | ------ |
| 0,5    | 90 ou +      | 1,8    |
| 5,6    | 75-89 ans    | 11,3   |
| 15,8   | 60-74 ans    | 16,0   |
| 19,4   | 45-59 ans    | 19,0   |
| 18,0   | 30-44 ans    | 17,6   |
| 18,2   | 15-29 ans    | 15,6   |
| 22,4   | 0-14 ans     | 18,8   |

| Hommes | Classe d’âge | Femmes |
| ------ | ------------ | ------ |
| 0,5    | 90 ou +      | 1,6    |
| 5,6    | 75-89 ans    | 8,9    |
| 16,7   | 60-74 ans    | 18,1   |
| 20,2   | 45-59 ans    | 19,2   |
| 18,9   | 30-44 ans    | 18,1   |
| 18,2   | 15-29 ans    | 16,2   |
| 19,9   | 0-14 ans     | 17,9   |

## Économie

### Revenus de la population et fiscalité
En 2021, la commune compte 4 545 ménages fiscaux, regroupant 10 696 personnes.
Le revenu fiscal médian par ménage, le taux de pauvreté des ménages et la part des ménages fiscaux imposés de la commune, du département du Pas-de-Calais et de la métropole sont les suivants :
- le revenu fiscal médian par ménage de la commune est de 18 630 €, inférieur à celui du département du Pas-de-Calais (20 720 €) et inférieur à celui de la France métropolitaine (23 080 €)[Insee 6],[Insee 7],[Insee 8] ;
- le taux de pauvreté des ménages de la commune est de 25 %, de 18,4 % au niveau du département et de 14,9 % au niveau de la métropole[Insee 9],[Insee 10],[Insee 11] ;
- la part des ménages fiscaux imposés dans la commune est de 35 %, de 44,1 % au niveau du département et de 53,4 % au niveau de la métropole[Insee 6],[Insee 7],[Insee 8].

### Emploi
|                       | 2010   | 2015   | 2021   |
| --------------------- | ------ | ------ | ------ |
| Commune               | 18,1 % | 23,9 % | 20,4 % |
| Département           | 15,4 % | 17,7 % | 14,7 % |
| France métropolitaine | 11,6 % | 13,7 % | 11,7 % |

En 2021, la population âgée de 15 à 64 ans s'élève à 6 918 personnes, parmi lesquelles on compte 65,9 % d'actifs (52,4 % ayant un emploi et 13,5 % de chômeurs) et 34,1 % d'inactifs,. En 2021, le taux de chômage communal (au sens du recensement) des 15-64 ans est supérieur à celui du département et supérieur à celui de la France métropolitaine.
La commune fait partie du pôle principal de l'aire d'attraction de Lens - Liévin,. Elle compte 1 845 emplois en 2021, contre 1 648 en 2015 et 1 628 en 2010. Le nombre d'actifs ayant un emploi résidant dans la commune est de 3 654, soit un indicateur de concentration d'emploi de 50,5 et un taux d'activité parmi les 15 ans ou plus de 49,8 %.
Sur ces 3 654 actifs de 15 ans ou plus ayant un emploi, 580 travaillent dans la commune, soit 16 % des habitants. Pour se rendre au travail, 85,4 % des habitants utilisent une voiture, un camion ou une fourgonnette, 6,0 % les transports en commun, 6,6 % s'y rendent en deux-roues, à vélo ou à pied et 2,0 % n'ont pas besoin de transport (travail au domicile).

### Entreprises et commerces

#### Agriculture
La commune est dans l'« Artois », une petite région agricole dans le département du Pas-de-Calais. En 2020, l'orientation technico-économique de l'agriculture  sur la commune est la polyculture et/ou le polyélevage. 
|               | 1988 | 2000 | 2010 | 2020 |
| ------------- | ---- | ---- | ---- | ---- |
| Exploitations | 15   | 6    | 4    | 2    |
| SAU (ha)      | 423  | 236  | 112  | 17   |

Le nombre d'exploitations agricoles en activité et ayant leur siège dans la commune est passé de 15 lors du recensement agricole de 1988  à 6 en 2000 puis à 4 en 2010 et enfin à 2 en 2020, soit une baisse de 87 %. La surface agricole utilisée sur la commune a également diminué, passant de 423 ha en 1988 à 17 ha en 2020. Parallèlement la surface agricole utilisée moyenne par exploitation a baissé, passant de 28 à 9 ha,.

#### Activités hors agriculture
390 établissements marchands non agricoles sont économiquement actifs en 2022 à Méricourt,,.
| Secteur d'activité                                                                                        | Commune | Commune | Département |
| Secteur d'activité                                                                                        | Nombre  | %       | %           |
| --- | ------- | ------- | ----------- |
| Ensemble                                                                                                  | 390     | 100 %   | (100 %)     |
| Industrie manufacturière, industries extractives et autres                                                | 24      | 6,2 %   | (6,8 %)     |
| Construction                                                                                              | 51      | 13,1 %  | (10,6 %)    |
| Commerce de gros et de détail, transports, hébergement et restauration                                    | 113     | 29,0 %  | (29,3 %)    |
| Information et communication                                                                              | 12      | 3,1 %   | (1,9 %)     |
| Activités financières et d'assurance                                                                      | 13      | 3,3 %   | (5,0 %)     |
| Activités immobilières                                                                                    | 8       | 2,1 %   | (4,9 %)     |
| Activités spécialisées, scientifiques et techniques et activités de services administratifs et de soutien | 46      | 11,8 %  | (14,2 %)    |
| Administration publique, enseignement, santé humaine et action sociale                                    | 80      | 20,5 %  | (16,8 %)    |
| Autres activités de services                                                                              | 43      | 11,0 %  | (10,5 %)    |

## Culture locale et patrimoine

### Lieux et monuments

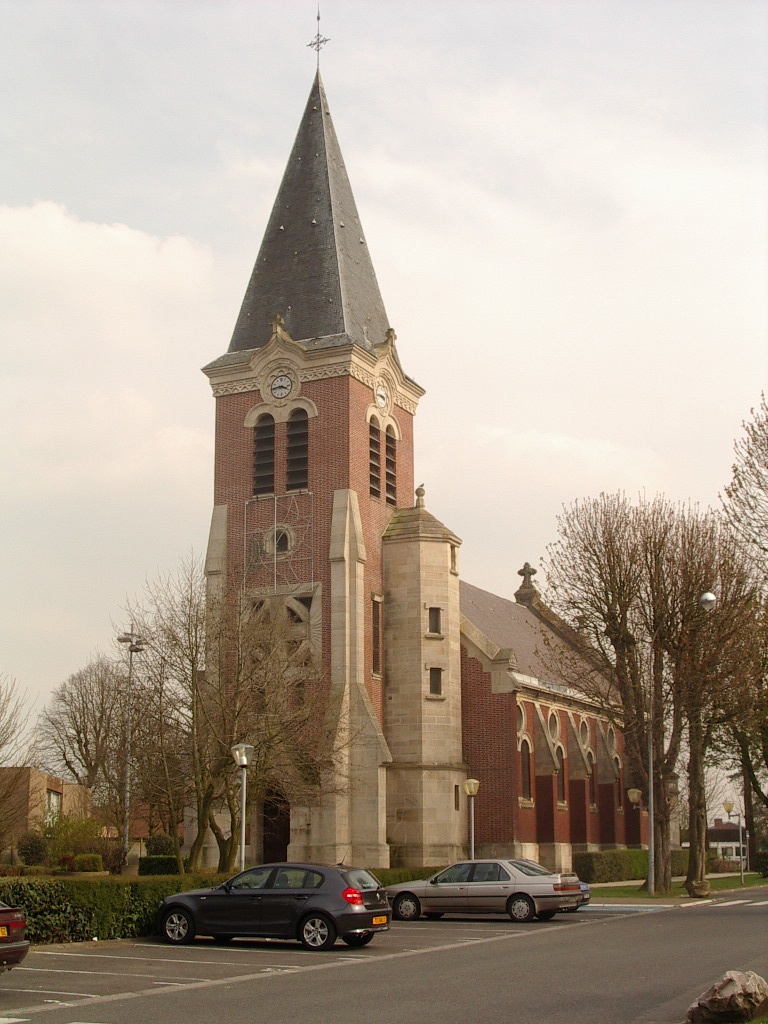
Une vue de l'église Saint-Martin.

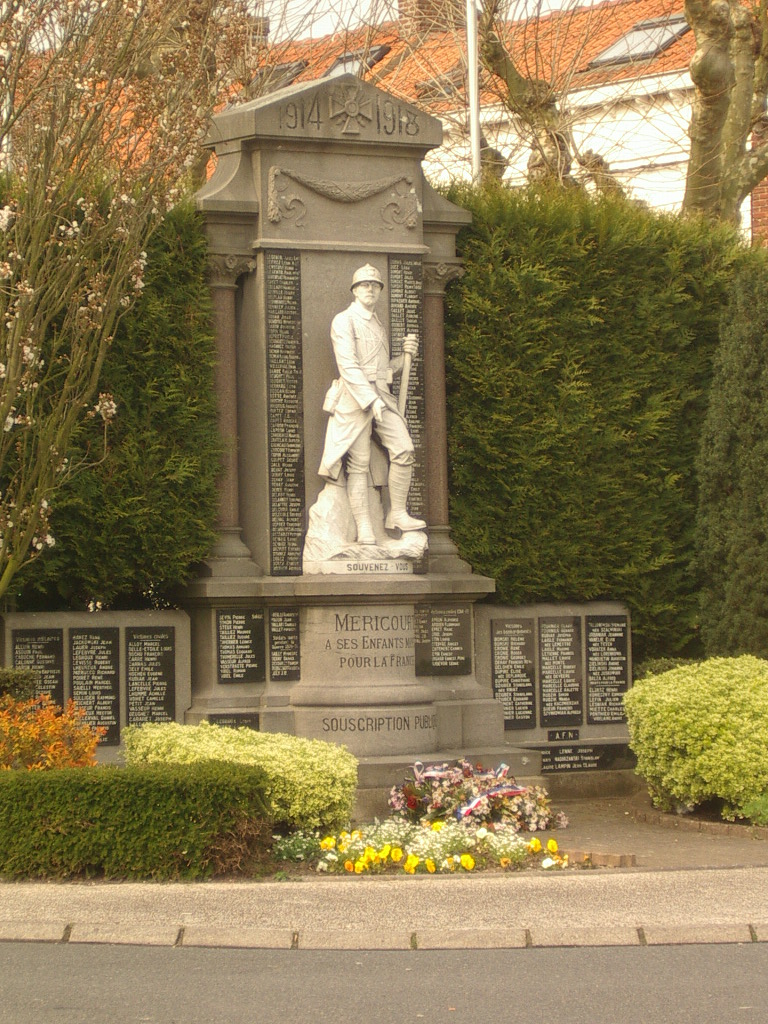
Le monument aux morts.

- C'est à Méricourt que se trouve le mémorial de la catastrophe minière dite de Courrières (1 099 morts en mars 1906). Depuis 2006, ce mémorial comporte aussi un chemin de marche reconstituant le parcours souterrain « des rescapés », c'est-à-dire des survivants qui ressortirent des galeries effondrées environ trois semaines après le coup de grisou et de poussière.
- L'église Saint-Martin, vaste église néo-romane.
- L'église Sainte-Barbe, petite église moderne qui remplace l'ancienne (1927-1997).
- La chapelle Saint-André-Bobola, chapelle moderne desservant la communauté polonaise et ses descendants.
- Le monument de Jean Jaurès par le sculpteur Augustin Lesieux, inauguré le 15 août 1929.
- Le monument aux morts[51].

### Personnalités liées à la commune
- Arthur Chardon (pcd) (1863-1934), poète-mineur. Arthur Chardon était mineur à la Fosse 3 des mines de Courrières à Méricourt. C'est un poète patoisant qui a écrit Les Chants d'un mineur (1912).
- Louis Delaby (1897-1972), dirigeant syndicaliste français, né à Méricourt.
- Charles Humez (1927-1979), boxeur, né à Méricourt.

### Héraldique
| Blason de Méricourt | Blason  | D'azur à deux terrils de sable, au chevalet de mine d'argent brochant, l'ensemble posé sur une champagne de gueules chargée d'une foi parée d'or, mouvant des flancs; au franc canton cousu de gueules chargé d'une roue d'engrenage d'argent surchargée en cœur d'un coupon de rail de sable. Ornements extérieursCroix de guerre 1914-1918 Devise / CriTournée vers l'avenir |
| Blason de Méricourt | Détails | Le statut officiel du blason reste à déterminer. |

## Pour approfondir

#### Bases de données, dictionnaires et encyclopédies
- Ressources relatives à la géographie :   - Insee (communes)
  - Ldh/EHESS/Cassini
- Ressource relative à plusieurs domaines :   - Annuaire du service public français
- Ressource relative à la musique :   - MusicBrainz
- Notice dans un dictionnaire ou une encyclopédie généraliste :   - Gran Enciclopèdia Catalana
- Notices d'autorité :   - VIAF
  - BnF (données)
  - IdRef
  - LCCN
  - Israël